# Eder
Eder (Edder) este un  râu afluent al lui Fulda; râul are o lungime de 177 km și are cursul pe teritoriul landurilor Hessa și Renania de Nord-Westfalia, Germania,

## Afluenți
În Cursul superior a lui Eder se varsă:
- Benfe la Erndtebrück
- Schameder la Erndtebrück
- Elberndorfer Bach la Erndtebrück
- Röspe la Erndtebrück
- Kappel la Bad Berleburg-Aue
- Odeborn la Raumland
- Arfe in Arfeld
- Elsoff la Hatzfeld

În Cursul mijlociu a lui Eder se varsă:
- Linspher la Allendorf
- Goldbach la Frankenberg-Röddenau
- Nemphe in Frankenberg
- Nuhne la Schreufa
- Orke la Ederbringhausen
- Itter la Herzhausen
- Werbe la Nieder-Werbe

În Cursul inferior a lui Eder se varsă:
- Wesebach la Edertal-Giflitz
- Wilde la Bad Wildungen-Wega
- Netze la Edertal-Mehlen-Lieschensruh
- Elbe la Fritzlar
- Schwalm zwischen Altenburg & Rhünda
- Ems la Böddiger

## Alte râuri din regiune
- La nord, la 5,5 km depărtare de izvorul lui Eder, își are izvorul râul Lahn
- La sud, la o distanță de numai 3,3 km de izvorul lui Eder, își are izvorul râul Sieg

## Localități traversate
| - Hilchenbach-Lützel - Erndtebrück - Bad Berleburg-Raumland - Bad Berleburg-Schwarzenau - Hatzfeld | - Battenberg - Allendorf - Frankenberg - Vöhl - Waldeck | - Edertal - Fritzlar - Wabern - Felsberg - Edermünde |